# 埃德温·韦斯特比
埃德温·韦斯特比（瑞典語：Edvin Vesterby，1927年10月23日—），瑞典男子摔跤运动员。他曾代表瑞典参加1952年、1956年和1960年夏季奥林匹克运动会摔跤比赛，获得一枚银牌。